# 夏の終わり (映画)
『夏の終わり』（なつのおわり、仏: Presque rien, 英: Come Undone）は、2000年のフランスの青春恋愛映画。
監督はセバスチアン・リフシッツ、出演はジェレミ－・エルカイムとステファーヌ・リドーなど。
2人の若い男性同士のひと夏の情熱的な恋とその後を並行して描いている。
日本では2001年7月21日に第10回東京国際レズビアン&ゲイ映画祭で上映された。

## ストーリー
主人公の情熱的な恋（夏）を主軸に、恋に破れた後の姿（冬）が時系列に従わずに細切れに挿入される構成となっている。
大学進学を控えたマチューは夏休みを家族と海辺の町で過ごしている。マチューの弟で生まれながらにガンだった赤ん坊を亡くしたショックで病に伏せている母親の療養目的での滞在であったが、母の世話は主に叔母（母の妹）のアニクがしていて、マチューは妹のサラと海水浴を楽しむ日々を過ごしている。そんなある日、マチューは海岸でセドリックという青年と出会う。2人は一目で惹かれ合い、じきに肉体関係を結ぶようになる。おとなしく真面目で常に何かを我慢しながら生きているマチューに対し、セドリックは父親に反発して学校を辞めて家出し、夏はバイト生活、冬は男娼のような生活をして自由気ままに生きていた。若い2人は激しく情熱的に愛し合い、互いの家庭の問題を知るなどするうちに離れがたい仲となる。そして、夏の終わりとともにパリに帰らなくてはならないマチューは、母親にセドリックと愛し合っていることを告げると、家族と離れてセドリックと暮らすことを決める。そんなマチューにサラはセドリックとの関係は長続きしないと忠告するがマチューは耳を貸さない。
冬。セドリックとの恋に破れたマチューは自殺未遂を起こす。家族に隠したまま入院中のマチューをセドリックは頻繁に見舞いに来るが、マチューは会おうとしない。医師との相談の上で、治療のためにマチューは海辺の町で生活することにする。バーの店員として働くようになったマチューはセドリックの元恋人で以前セドリックと殴り合いの喧嘩をしたピエールと出会う。2人は冬の寒空の下で歩きながら語り合う。ピエールがセドリックとの複雑な関係を語る一方、マチューはセドリックと別れた理由を語ろうとはしなかった。マチューとセドリックの関係が破綻した経緯が明らかにされないまま映画は幕を閉じる。

## キャスト
- マチュー: ジェレミ－・エルカイム（フランス語版） - 父親不在の家庭で育った青年。
- セドリック: ステファーヌ・リドー - 母親を知らずに育った青年。
- 母: ドミニク・レイモン - マチューの母。
- アニク: マリー・マサロン（フランス語版） - マチューの叔母（母の妹）。
- サラ: レティティア・ルグリックス - マチューの妹。兄とセドリックの関係を冷静に観察。
- ピエール: ニル・オーランド - セドリックの元恋人。

## 作品の評価
Rotten Tomatoesによれば、33件の評論のうち高評価は79%にあたる26件で、平均点は10点満点中6.4点となっている。
Metacriticによれば、16件の評論のうち、高評価は12件、賛否混在は3件、低評価は1件で、平均点は100点満点中68点となっている。
アロシネによれば、フランスの14のメディアによる評価の平均点は5点満点中3.6点となっている。